# Dre (Produzent)
Andre Christopher Lyon (* in New York), besser bekannt als Dre, ist Mitglied des Hip-Hop-Produktionsduos Cool & Dre.

## Solokarriere
Dre arbeitet momentan an seinem Soloalbum The Trunk, welches eigentlich für September 2007 angekündigt war. Es sollte von Cool & Dres Label Epidemic Records und Jive Records herausgebracht werden. Einen aktuellen Erscheinungstermin gibt es nicht. An dem Album arbeiten Scott Storch, DJ Khaled, Timbaland, DJ Toomp, Cool & Dre und andere mit. Dre kündigte im Oktober an, dass das Album aufgrund von Problemen im Label momentan auf Eis gelegt ist.

## Diskografie
Alben
- 2019: Family Ties (mit Fat Joe)

Singles
- 2007: Lights Get Low (Freeway feat. Dre and Rick Ross)
- 2007: 100 Million (Birdman feat. Rick Ross, Dre, Young Jeezy, Lil Wayne & DJ Khaled)
- 2008: Ain’t Sayin Nothin’ (Fat Joe feat. Dre & Plies)
- 2019: Yes (mit Fat Joe feat. Cardi B & Anuel AA, US: Gold)[2]